# Provinz Kōzuke

Karte der japanischen Provinzen, Kōzuke rot markiert

Kōzuke (jap. 上野国, Kōzuke no kuni), auch: Jōshū (上州) oder Jōmō (上毛), war eine der historischen Provinzen Japans in der Region Tōsandō auf dem Gebiet der heutigen Präfektur Gunma.
Die Provinz entstand aus der Aufspaltung der Provinz Keno/Kenu in die Provinzen Shimo-tsu-Keno/Kenu (下毛野国, dt. „Provinz Unter-Keno“) und Kami-tsu-Keno/Kenu (上毛野国, dt. „Provinz Ober-Keno“). 713 wurde mit einem kaiserlichen Edikt die Schreibweise der Provinzen auf zwei Kanji gekürzt, hier das erste und dritte Schriftzeichen. Die Aussprache Kōzuke ist jedoch verbunden mit Lautänderungen dem ersten und zweiten Zeichen entlehnt.
Auf dem Gebiet befindet sich eine Vielzahl an Kofun (Grabhügel). Diejenigen aus dem 4. Jahrhundert sind zwischen 120 und 130 Meter lang, die im 5. Jahrhundert von größeren abgelöst wurden. Die bedeutendsten sind der 171 m lange Sengenyama-Kofun (浅間山古墳) in Takasaki vom Anfang des 5. Jahrhunderts, der 165 m lange Bessho-Chausuyama-Kofun (別所茶臼山古墳) in Ōta etwas später und der 210 m lange Tenjinyama-Kofun (天神山古墳) ebenfalls in Ōta aus der Mitte des 5. Jahrhunderts. Da die folgenden wieder kleiner sind, wurde das Gebiet womöglich zu dieser Zeit in das Yamato-Reich (Japan) eingegliedert.
Die alte Provinzhauptstadt (kokufu) war beim modernen Maebashi. In der Sengoku-Zeit wurde Kōzuke zeitweilig von Takeda Shingen, Uesugi Kenshin, dem Hōjō-Clan und Tokugawa Ieyasu kontrolliert. 
Die wichtigste  Burgstadt war Takasaki bei Maebashi.